# Listă de actori sloveni
Aceasta este o listă de actori sloveni:

Cuprins: Început - 0–9 A B C D E F G H I J K L M N O P Q R S T U V W X Y Z

## A
- Janez Albreht
- Vinci Vogue Anžlovar
- Miha Arh
- Matjaž Arsenjuk
- Lenore Aubert
- Alenka Avbar
- Jožica Avbelj
- Franc Ažman

## B
- Iva Babić
- Marjan Bačko
- Ludvik Bagari
- Maks Bajc
- Pavel Bajc
- Gregor Baković
- Aleksandra Balmazović
- Ivo Ban
- Tom Ban
- Diego Barrios Ross
- Meta Baš
- Miloš Battelino
- Ljerka Belak
- Vojko Belšak
- Viktorija Bencik
- Danilo Benedičič
- Primož Bezjak
- Danilo Bezlaj
- Polde Bibič
- Demeter Bitenc
- Lado Bizovičar
- Franjo Blaž
- Sonja Blaž
- Barica Blenkuš
- Mirko Bogataj
- Maja Boh
- Ruša Bojc
- Radoš Bolčina
- Alenka Bole Vrabec
- Ignacij Borštnik
- Zofija Borštnik
- Andrea Bosic
- Silvij Božič
- Valo Bratina
- Marijana Brecelj
- Neda R. Bric
- Boris Brunčko
- Pavla Brunčko
- Jan Bučar
- Metka Bučar
- Berta Bukšek

## C
- Miranda Caharija
- Janez Cankar
- Evgen Car
- Boris Cavazza
- Damijan Cavazza
- Sebastijan Cavazza
- Barbara Cerar
- Slavko Cerjak
- Vida Cerkvenik-Bren
- Ivan Cesar
- Luka Cimprič

## Č
- Katarina Čas
- Damjana Černe
- Stane Česnik
- Janez Čuk
- Gregor Čušin
- Silva Čušin

## Ć
- Lucija Ćirović

## D
- Josip Daneš
- Anton Danilo
- Avgusta Danilova
- Mira Danilova
- Vera Danilova
- Marko Derganc
- Maša Derganc
- Miha Derganc
- Polde Dežman
- Tanja Dimitrievska
- Daša Doberšek
- Majda Dobovišek-Škodnik
- Simon Dobravec
- Anton Dolgan
- Ana Dolinar
- Peter Dougan
- Valter Dragan
- Walter Dragosavljević Rutar
- Lojze Drenovec
- Jurij Drevenšek
- Lojze Drinovec
- Štefka Drolc
- Veronika Drolc

## E
- Primož Ekart
- Bojan Emeršič
- Janez Eržen

## F
- Peter Falke
- Mojca Fatur
- Lenča Ferenčak
- Miha Ferkov
- Emil Filipčič
- Neva Jana Flajs
- Metka Franko
- Mojca Funkl
- Uroš Fürst

## G
- Metka Gabrijelčič
- Maruša Geymayer-Oblak
- Ivan Godnič
- Bojan Gorišek
- Nikolaj Jožef Goršič
- Petra Govc
- Nataša Barbara Gračner
- Olga Grad
- Boštjan Gradišek
- Majda Grbac
- Romeo Grebenšek
- Milena Grm
- Brane Grubar
- Gregor Gruden
- Tomaž Gubenšek
- Kristijan Guček
- Julij Guštin

## H
- Judita Hahn
- Akira Hasegawa
- Helena Hegler
- Jure Henigman
- Davor Herga
- Marjan Hlastec
- Janez Hočevar (Rifle)
- Janko Hočevar
- Tone Homar
- Vinko Hrastelj
- Ana Hribar
- Rosana Hribar
- Zvone Hribar
- Željko Hrs

## I
- Rudolf Inemann
- Brane Ivanc
- Nina Ivanič
- Nina Ivanišin
- Jure Ivanušič

## J
- Gorazd Jakomini
- Samo Jakoš
- Slavko Jan
- Tomi Janežič
- Angela Janko-Jenčič
- Lara P. Jankovič
- Gašper Jarni
- Matjaž Javšnik
- Alen Jelen
- Barbara Pia Jenič
- Mina Jeraj
- Valerij Jeraj
- Iztok Jereb
- Ivan Jezernik
- Boštjan Jordan
- Branko Jordan
- Aljaž Jovanović
- Boris Juh
- Polona Juh
- Vida Juvan
- Annemarie Jerman
- Iza Jerman-

## K
- Mila Kačič
- Milada Kalezić
- Janez Kardelj
- Drago Kastelic
- Uroš Kaurin
- Saša Klančnik
- Boris Kočevar
- Hermina Kočevar
- Sabina Kogovšek
- Roman Končar
- Rudi Kosmač
- Milan Kosič
- Just Košuta
- Zora Košuta
- Jože Kovačič
- Alenka Kozolc
- Boris Kralj
- Elvira Kralj
- Ljubomir Kralj
- Irena Kranjc
- Iva Kranjc
- Oskar Kranjc
- Zlatko Krasnič
- Eva Kraš
- Ida Kravanja (Ita Rina)
- Anita Kravos
- Simon Krnc
- Breda Krumpak
- Barbara Kukovec
- Andreja Kuliš
- Anica Kumer
- Franjo Kumer
- Rok Kunaver
- Jaka Kunić-
- Jernej Kuntner
- Tone Kuntner
- Andrej Kurent

## L
- Jaka Lah
- Jure Lajovic
- Barbara Levstik
- Katja Levstik
- Gorazd Logar
- Marija Lojk-Tršar
- Neža Lesar-

## M
- Uroš Maček
- Janja Majzelj
- Drago Makuc
- Danijel Malalan
- Marko Mandić
- Štefan Marčec
- Ivo Marinšek
- Franc Markovčič
- Rok Markovič
- Bojan Maroševič
- Josip Bobi Marotti
- Rok Matek
- Tina Matijevec
- Matildalina
- Nataša Matjašec
- Bine Matoh
- Klemen Mauhler
- Cirila Medved-Škerlj
- Barbara Medvešček
- Viktor Meglič
- Jana Menger
- Maja Martina Merljak
- Vlado Mičković
- Boris Mihalj
- Saša Mihelčič
- Branko Miklavc
- Robert Miklič-Koren
- Marko Mlačnik
- Iztok Mlakar
- Jože Mlakar
- Zvezdana Mlakar
- Zoran More
- Jože Mraz
- Kristijan Muck
- Andrej Murenc

## N
- Marija Nablocka
- Andrej Nahtigal
- Miha Nemec
- Sanja Nešković Peršin
- Vlado Novak
- Alojz Novinc
- Hinko Nučič

## O
- Manca Ogorevc
- Marko Okorn
- Bernarda Oman
- Iuna Ornik
- Boris Ostan
- Kristijan Ostanek

## P
- Igor Pacek
- Matjaž Partlič
- Mojca Partljič
- Saša Pavček
- Sandi Pavlin
- Volodja Peer
- Franc Penko
- Vera Per
- Damijan Perne
- Ivan Peternelj
- Miha Petrovčič
- Dejan Pevčević
- Daniela Pietrasanta
- Tomaž Pipan
- Alenka Nika Pirjevec
- Primož Pirnat
- Kondi Pižorn
- Marko Plantan
- Duša Počkaj
- Matija Poglajen
- Andraž Polič
- Radko Polič
- Branko Potočan
- Draga Potočnjak
- Lojze Potokar
- Majda Potokar
- Stane Potokar
- Robert Prebil
- Saša Prelesnik
- Mitja Primec
- Matej Puc
- Mateja Pucko

## R
- Joseph Rakotorahalahy
- Ali Raner
- Tarek Rashid
- Stane Raztresen
- Urša Ravnik
- Pavle Ravnohrib
- Mateja Rebolj
- Matej Recer
- Darja Reichman
- Anja Ribič
- Mojca Ribič
- Tanja Ribič
- Dušanka Ristić
- Nataša Rogelj
- Janez Rohaček
- Petra Rojnik
- Ajda Rooss
- Jožef Ropoša
- Nejc Ropret
- Špela Rozin
- Lojze Rozman
- Matija Rozman
- Vito Rožej
- Ivan Rupnik
- Ana Ruter

## S
- Kolja Saksida
- Žiga Saksida
- Igor Samobor
- Mira Sardoč
- Blaž Setnikar
- Maja Sever
- Sava Sever
- Stane Sever
- Marko Simčič
- Neža Simčič
- Anica Sivec
- Milan Skubic
- Klemen Slakonja
- David Sluga
- Uroš Smolej
- Lea Sobočan
- Bert Sotlar
- Jurij Souček
- Petja Sovilj
- Marjan Stanić
- Zlatko Stanko
- Ema Starc
- Julija Starič
- Janez Starina
- Katarina Stegnar
- Nadja Strajnar Zadnik
- Lane Stranič
- Mitja Strašek
- Ravil Sultanov
- Nataša Sultanova
- Alojz Svete

## Š
- Romana Šalehar
- Osip Šest
- Jutra Škamperle
- Dušan Škedl
- Janez Škof
- Janez Škof
- Lotos Vincenc Šparovec
- Milan Štefe
- Marinka Štern
- Blaž Štrukelj
- Branko Šturbej
- Jernej Šugman
- Zlatko Šugman
- Jernej Šurbek
- Katja Šivec
- Aleš Šubic

## T
- Saša Tabaković
- Aljoša Ternovšek
- Peter Ternovšek
- Dušan Teropšič
- Alenka Tetičkovič
- Gašper Tič
- Nataša Tič Ralijan
- Alja Tkačeva
- Ajda Toman
- Jadranka Tomažič
- Vlado Tot
- Arnold Tovornik
- Franjo Tovornik
- Metka Trdin
- Franek Trefalt
- Mito Trefalt
- Matjaz Tribuson
- Marjan Trobec
- Gaber K. Trseglav
- Matjaž Turk

## U
- Mileva Ukmar
- Dare Ulaga
- Tina Uršič

## V
- Andrej Vajevec
- Andres Valdes
- Aleksander Valič
- Aleš Valič
- Blaž Valič
- Dare Valič
- Domen Valič
- Nina Valič
- Dario Varga
- Matija Vastl
- Petra Veber Rojnik
- Jette Vejrup Ostan
- Mateja Velikonja
- Aleksandra Veljković
- Marko Velkavrh
- Marija Vera
- Sergej Verč
- Anton Verovšek
- Polona Vetrih
- Barbara Vidovič
- Alenka Vipotnik
- Bojan Vister
- Matjaž Višnar
- Vladimir Vlaškalić
- Milan Vodopivec
- Rafael Vončina
- Vesna Vončina
- Nevenka Vrančič
- Meta Vranič
- Janez Vrolih

## W
- Robert Waltl
- Albert Wilhelm
- Nana Wintrová

## Z
- Branko (Brane) Završan
- Judita Zidar
- Vojko Zidar
- Neža Zinaić
- Grega Zorc
- Metoda Zorčič
- Jurij Zrnec
- Jože Zupan (1909)
- Jože Zupan (1921)
- Anka Zupanc
- Iva Zupančič
- Jana Zupančič
- Milena Zupančič
- Silvo Zupančič
- Dunja Zupanec
- Pia Zemljič
- Žiga Zver

## Ž
- Ajda Žagar
- Eva Žagar
- Tanja Žagar
- Barbara Žefran
- Rado Železnik
- Tjaša Železnik
- Stevo Žigon
- Gorazd Žilavec
- Nataša Živković
- Jonas Žnidaršič
- Miha Žorž

## Vezi și
- Listă de regizori sloveni